# Tullartjärnen
Tullartjärnen är en sjö i Älvdalens kommun i Dalarna och ingår i Dalälvens huvudavrinningsområde. Sjön har en area på 0,124 kvadratkilometer och ligger 723 meter över havet. Sjön avvattnas av vattendraget Lillfjällbäcken.

## Delavrinningsområde
Tullartjärnen ingår i det delavrinningsområde (689983-133833) som SMHI kallar för Utloppet av Tullartjärnen. Medelhöjden är 757 meter över havet och ytan är 11,9 kvadratkilometer. Det finns ett avrinningsområde uppströms, och räknas det in blir den ackumulerade arean 24,49 kvadratkilometer. Lillfjällbäcken som avvattnar avrinningsområdet har biflödesordning 4, vilket innebär att vattnet flödar genom totalt 4 vattendrag innan det når havet efter 515 kilometer. Avrinningsområdet består mestadels av skog (43 procent), öppen mark (16 procent) och sankmarker (19 procent). Avrinningsområdet har 0,12 kvadratkilometer vattenytor vilket ger det en sjöprocent på 23 procent.